# Aromiella
Aromiella é um gênero de coleóptero da tribo Callichromatini (Cerambycinae); compreende apenas duas espécies, com distribuição na Índia e Vietnã.

## Sistemática
- Ordem Coleoptera
  - Subordem Polyphaga
    - Infraordem Cucujiformia
      - Superfamília Chrysomeloidea
        - Família Cerambycidae
          - Subfamília Cerambycinae
            - Tribo Callichromatini
              - Gênero Aromiella (Podaný, 1971)
                - Aromiella fruhstorferi (Podaný, 1971)
                - Aromiella thompsoni (Podaný, 1971)